# Ngaraard
Ngaraard è uno dei 16 stati in cui si divide Palau. I villaggi di Ngaraard sono (da nord a sud): Choll, Ulimang, Ngebuked e Ngkeklau.